# النا کونونوا
النا کونونوا (روسی: Елена Викторовна Кононова؛ ۱۷ اوت ۱۹۶۹ – ۲۲ مهٔ ۲۰۱۴) بازیکن فوتبال اهل اتحاد جماهیر شوروی سوسیالیستی بود.
از باشگاه‌هایی که در آن بازی کرده‌است می‌توان به باشگاه فوتبال کاماز نابرژنیه چلنی اشاره کرد.